# 久木田美弥
久木田 美弥（くきた みや、1961年5月2日 - ）は、日本の歌手、女優。

## 来歴
東京都練馬区出身。父親は刑事で、姉も警察官であった。姉妹は他に妹が居る。町田市立薬師中学校を経て、堀越高等学校を卒業。
日本テレビのオーディション番組『スター誕生!』第15回決戦大会（1975年）に合格し、ホリプロに所属した。デビュー曲『少女自身』は、第8回日本歌謡大賞・放送音楽連盟新人連盟賞を受賞した。

## ディスコグラフィ

### シングル
- 全てRVCからリリース。

| # | 発売日      | A/B面 | タイトル                 | 作詞         | 作曲        | 編曲       | 規格品番 |
| - | ----------- | ----- | ------------------------ | ------------ | ----------- | ---------- | -------- |
| 1 | 1977年 3月  | A面   | 少女自身                 | さいとう大三 | 川口真      | 川口真     | RVS-1057 |
| 1 | 1977年 3月  | B面   | てのひらの恋             | さいとう大三 | 川口真      | 川口真     | RVS-1057 |
| 2 | 1977年 10月 | A面   | 幸せメモリー             | 有馬三恵子   | 馬飼野康二  | 馬飼野康二 | RVS-1084 |
| 2 | 1977年 10月 | B面   | ほうせんか               | 喜多条忠     | 常富喜雄    | 船山基紀   | RVS-1084 |
| 3 | 1978年 3月  | A面   | シンデレラなんかじゃない | 三浦徳子     | 佐瀬寿一    | 船山基紀   | RVS-1114 |
| 3 | 1978年 3月  | B面   | クリスタル・ラブ         | 喜多条忠     | 常富喜雄    | 船山基紀   | RVS-1114 |
| 4 | 1978年 7月  | A面   | ミスター・グッドバイ     | 伊藤アキラ   | 佐瀬寿一    | 鈴木茂     | RVS-1138 |
| 4 | 1978年 7月  | B面   | 想い出泥棒               | 伊藤アキラ   | 佐瀬寿一    | 鈴木茂     | RVS-1138 |
| 5 | 1979年 5月  | A面   | エーゲ海のリーザ         | 池田満寿夫   | E.Morricone | 小六禮次郎 | RVS-1174 |
| 5 | 1979年 5月  | B面   | 誰も愛せない             | 有馬三恵子   | 馬飼野康二  | 馬飼野康二 | RVS-1174 |

### コンピレーション・アルバム
- アイドル・ミラクルバイブルシリーズ 77・78 Girls 久木田美弥・小山セリノ・久我直子（2013年6月30日／DQCL-496）[3]
  - 全シングルのA・B面曲を収録。

## 出演

### テレビドラマ
- 赤い激流（1977年、TBS） - 大沢妙子 役
- われら行動派!（1979年 - 1980年、フジテレビ） - 京子 役
- ただいま放課後（1980年、フジテレビ） - 太田和子 役
- おんな風林火山（1986年 - 1987年、TBS） - 鶴阿弥（大蔵藤十郎配下） 役

### 映画
- 瞳の中の訪問者（1977年、東宝、監督：大林宣彦） - テニス部員・照子 役